# Idioma toquegua
Toquegua es el idioma de un grupo étnico del mismo nombre, que vivía en la costa atlántica de Guatemala y Honduras, en el territorio que va desde la boca del Golfo Dulce hasta la desembocadura del río Ulua en Honduras. Durante la época colonial Toquegua también fue un apellido familiar durante la época colonial en Honduras y el nombre de un pueblo en el drenaje del Río Motagua en el siglo XVI.
Según Lawrence Feldman y Nicolas Helmuth, el toquegua es una lengua de la subfamilia mayense cholana. Según Sheptak (2007) fueron multilingües y hablaban diversas lenguas maya yucateco, chol, náhuatl y una variedad de lenca. Estos grupos comerciaron con cacao y plumas con los mayas de Guatemala, Belice y Yucatán. E incluso grupos de mayas yucatecos se asentaron en Honduras durante el siglo XVI para promover este intercambio comercial. Actualmente es la lengua de los toqueguas está extinta.